# Trata de personas en Ucrania
Ucrania es un país de origen, tránsito y destino de hombres, mujeres y niños víctimas de la trata transnacional con fines de explotación sexual comercial y trabajo forzoso.
Las mujeres ucranianas son traficadas a Rusia, Polonia, República Checa, Turquía, Austria, Alemania, Reino Unido, Estados Unidos, Italia, China, Emiratos Árabes Unidos, Portugal, Grecia, Israel, España, Líbano, Hungría, República Eslovaca, Chipre, Países Bajos, Serbia, Argentina, Noruega, Irán y Bahrein. La mayoría de las víctimas de la trata laboral ucraniana eran hombres explotados en Rusia, la República Checa y Polonia, principalmente obligados a trabajar como trabajadores de la construcción, marineros y trabajadores de fábricas y agricultura.
Hay indicios de que Ucrania es un destino para personas de países vecinos traficadas para trabajos forzados y explotación sexual. Además, el tráfico se produce dentro de Ucrania; hombres y mujeres son traficados dentro del país con fines de explotación laboral en los sectores agrícola y de servicios, explotación sexual comercial y mendicidad forzada. Los niños ucranianos son objeto de tráfico tanto interna como transnacionalmente para la explotación sexual comercial, la mendicidad forzada y la servidumbre involuntaria en la industria agrícola. Una encuesta de la OIM publicada en diciembre de 2006 concluyó que desde 1991, aproximadamente 117.000 ucranianos se han visto obligados a vivir en situaciones de explotación en Europa, Oriente Medio y Rusia.
En 2008, el Gobierno de Ucrania no cumplió plenamente con las normas mínimas para la eliminación de la trata; sin embargo, está haciendo esfuerzos significativos para hacerlo. Si bien hubo poca evidencia de esfuerzos para frenar la complicidad de los funcionarios gubernamentales en la trata y de pasos concretos para proteger y ayudar a las víctimas de la trata a nivel nacional, los gobiernos locales lograron algunos avances en la asistencia a las víctimas. El gobierno también logró avances modestos, pero tangibles, en mejorar el castigo de los traficantes condenados, enjuiciar la trata laboral, capacitar al poder judicial y llevar a cabo actividades de prevención. La Oficina para Monitorear y Combatir la Trata de Personas del Departamento de Estado de los Estados Unidos colocó al país en el "Nivel 2" en 2017.

## Fiscalía
En 2006, Ucrania avanzó en el enjuiciamiento y castigo de los delitos de trata. El gobierno prohíbe todas las formas de trata a través del artículo 149 de su Código Penal, que establece penas suficientemente estrictas y proporcionales a las prescritas para otros delitos graves, como la violación . Este año, el gobierno completó 82 investigaciones criminales y arrestó a 56 personas por cargos de tráfico. El Ministerio del Interior informó que el número de procesamientos por trata laboral aumentó de 3 en 2006 a 23 en 2007.
En general, el gobierno procesó 95 casos que resultaron en 83 condenas de trata de personas en virtud del artículo 149. Del número total de personas condenadas, 59 fueron puestas en libertad condicional y no sujetas a prisión. En junio de 2007, el Fiscal General ordenó a los fiscales que adoptaran una postura más agresiva con respecto a la sentencia de los tratantes de personas condenados y que apelaran todos los casos en los que un juez ordenara la libertad condicional en lugar de la cárcel . Como resultado, durante la segunda mitad de 2007, la proporción de delincuentes condenados por trata que recibieron tiempo en la cárcel aumentó al 44 por ciento, frente al 36 por ciento durante la primera mitad del año.
A pesar de los informes generalizados de corrupción relacionada con la trata, este año Ucrania no demostró ningún esfuerzo para investigar, enjuiciar, condenar o sentenciar enérgicamente a los funcionarios gubernamentales cómplices de la trata. El gobierno financió seminarios de capacitación regulares y formales para los oficiales contra la trata del Ministerio del Interior en toda Ucrania. La Academia de Jueces y la Academia de Fiscales de Ucrania, con el patrocinio de la Organización para la Seguridad y la Cooperación en Europa(OSCE), participó en ocho seminarios para 203 jueces y fiscales de todo el país sobre temas relacionados con las víctimas y capacitación en sensibilidad para casos relacionados con la trata. El gobierno coopera con otros gobiernos en los esfuerzos de aplicación de la ley contra la trata, pero reconoció la necesidad de simplificar los procedimientos para la asistencia legal mutua entre Ucrania y los países de destino de la trata.

## Protección
Los esfuerzos de prevención de Ucrania siguieron dependiendo en gran medida de la financiación de donantes internacionales. Los organismos encargados de hacer cumplir la ley remitieron a 456 víctimas a las ONG para recibir asistencia. A través de programas patrocinados por donantes y algunos servicios gubernamentales, las víctimas extranjeras y nacionales de la trata en Ucrania reciben alojamiento, asistencia médica, psicológica, legal y de colocación laboral. El gobierno nacional no aumentó los fondos para las víctimas y ha habido un apoyo desigual por parte de los gobiernos locales. El gobierno regional de Jersón asignó $ 20 170 a actividades contra la trata, incluido el apoyo a un centro de reintegración; sin embargo, el refugio para víctimas de la trata en Lutsk está a punto de ser cerrado debido a la falta de apoyo del gobierno.
Ucrania no castiga a las víctimas por actos ilegales cometidos como resultado directo de la trata, pero los derechos de las víctimas de la trata sexual se caracterizan incorrectamente como "prostitutas voluntarias" y se les niega la confidencialidad. Aunque se informa que más víctimas están dispuestas a participar en las investigaciones contra sus traficantes, un débil sistema de protección de testigos y un sesgo contra las víctimas del tráfico sexual aún desalientan a muchas de testificar en los tribunales. Los tribunales de la región de Ivano-Frankivsk están implementando un programa piloto para desarrollar un programa moderno de protección de testigos. El gobierno no brinda a las víctimas extranjeras alternativas legales a la expulsión a países en los que pueden enfrentar dificultades o represalias.

## Prevención
El gobierno avanzó en la prevención de la trata de personas durante el período del informe. En 2007, el gobierno transmitió un anuncio de servicio público en la televisión titulado “No mires el empleo en el extranjero a través de lentes color de rosa” en toda Ucrania y realizó una campaña publicitaria paralela. El gobierno nacional gastó aproximadamente $53.465 en la impresión y distribución de materiales de sensibilización, y los gobiernos locales realizaron aportes adicionales a las actividades de prevención. El gobierno no emprendió ningún esfuerzo de prevención dirigido a reducir la demanda de actos sexuales comerciales.
Durante los últimos tres años, la Academia Nacional de Defensa de Ucrania ha impartido, junto con la Organización Internacional para las Migraciones (OIM) han impartido clases contra la trata de personas para las tropas ucranianas desplegadas para tareas internacionales de mantenimiento de la paz. Durante el período del informe, el Ministerio del Interior trabajó con la Interpol para evitar que los delincuentes de turismo sexual infantil conocidos entraran en Ucrania. NASHI, una organización con sede en Saskatoon, Saskatchewan, Canadá, que se opone a la trata de personas creando conciencia a través de la educación, estableció una escuela vocacional en Leópolis, Ucrania, para enseñar a niñas y mujeres carpintería, costura, procesamiento de información y cocina para que no queden atrapadas en la red de trata de personas de Ucrania. NASHI también fundó el Maple Leaf Centre, un centro de recursos y refugio en Ucrania para jóvenes que corren el riesgo de ser víctimas de la trata.
Los departamentos de Servicios Sociales de muchos oblasts de Ucrania han comenzado a cooperar con familias y organizaciones sin fines de lucro para crear "Hogares de tipo familiar" o "DBST" en ucraniano. Entendiendo que una dinámica familiar crea mucha más estabilidad y oportunidades para los niños en riesgo, se está produciendo un cambio hacia las instituciones familiares. Organizaciones como "Father's House" y "MANNA Worldwide" están trabajando vigorosamente para brindar un ambiente familiar amoroso para estos niños vulnerables.

## Crisis de refugiados de 2022
Durante la crisis de refugiados de 2022 derivada de la invasión rusa, se denunciaron numerosos casos de traficantes de personas que tenían como objetivo a mujeres y niños. La Agencia de la ONU para los Refugiados ha reconocido que muchos refugiados que huyen hacia las fronteras se encuentran en un estado de peligro extremo, vulnerables a los depredadores y expuestos a los depredadores cuyo objetivo principal es la explotación. Gillian Triggs, Alta Comisionada Auxiliar para la Protección de ACNUR, reconoce que "las autoridades nacionales están liderando activamente la respuesta para contrarrestar la trata de personas, pero se necesita hacer más para abordar este problema y mitigar los riesgos". Dado que las mujeres corren el mayor riesgo y son las más susceptibles, ACNUR está "en alerta máxima y advirtiendo a los refugiados sobre los riesgos de depredadores y redes criminales que pueden intentar explotar su vulnerabilidad o atraerlos con promesas de transporte gratuito, alojamiento, empleo u otros". formas de asistencia”. Con el inicio de la guerra de Rusia contra Ucrania, esta amplificó los riesgos de la trata de personas en el país según los expertos.